# Michael Sacks
Pour les articles homonymes, voir Sacks.
Michael Sacks, né le 11 septembre 1948 à New York (États-Unis), est un acteur américain et cadre dans l'industrie de la technologie.

## Biographie

### Formation
- Université Harvard
- Université Columbia

## Filmographie partielle

### Au cinéma
- 1972 : Abattoir 5 (Slaughterhouse-Five) : Billy Pilgrim
- 1974 : The Sugarland Express : Officer Maxwell Slide
- 1977 : The Private Files of J. Edgar Hoover de Larry Cohen : Melvin Purvis
- 1979 : Guerre et Passion (Hanover Street) : 2nd Lieut. Martin Hyer
- 1979 : Amityville : La Maison du diable (The Amityville Horror) : Jeff
- 1982 : Split Image : Gabriel
- 1984 : The House of God : Wayne Potts

### À la télévision
- 1973 : Carola (téléfilm)